# Пышминцев, Николай Александрович
Николай Александрович Пышминцев (род. 4 января 1981 года, с. Маминское, Каменский район, Свердловская область, РСФСР, СССР) — российский спортсмен, один из лучших пауэрлифтеров Свердловской области. Мастер Спорта Международного Класса по жиму штанги лежа.
Первый в Свердловской области пожал штангу, весом, больше 300 кг (2009 год, пгт Рефтинский)

## Биография
Родился 4 января 1981 года в селе Маминское Каменского района Свердловской области. Отец — Пышминцев Александр Николаевич, кузнец, спортсмен, участник чемпионатов Советского Союза и России по гиревому спорту. Именно он привили любовь к спорту будущему чемпиону.
До занятий жимом лёжа занимался гиревым спортом, что помогло заложить мощнейшую силовую базу. Вскоре завоевал титул чемпиона Свердловской области по гиревому спорту.
С 1999 по 2001 гг. служил в Вооруженных Силах Российской Федерации, а с 2001 по 2011 гг. служил по контракту в Вооруженных Силах Российской Федерации. Жимом лежа начал заниматься в 25 лет.
С 2008 по н.в. — многократный Чемпион Мира в рамках мультитурнира «Золотой тигр».
2009 год (28 лет) — Первый в Свердловской области пожал штангу, весом в 300 кг
Фитнес 96: Кого вы считаете своим соперником в спорте? Николай Пышминцев: Единственный соперник — это штанга. Я веду борьбу с ее весом. А между спортсменами у нас нормальные дружеские отношения. Друг другу даем советы и дозу здравой критики. 
2010 год — признан лучшим спортсменом года Свердловской области по версии IPA
2013 год — Чемпион Arnold Classic, Колумбус (Огайо).
2015 год — Открытый Чемпионат Европы, 1 место. Пожал 390 кг, что вызвало огромный резонанс у спортивной общественности.
С 2015 г по 2016 г. — Двукратный призёр Olympia Powerlifting Ivitatation.
С 2015 года тренируется в г. Верхняя Пышма, в ФЦ «Positive Style» (ДИВС УГМК) 
Работает старшим пожарным 29 ПЧ 63 ОФПС г. Каменск-Уральский.

## Спортивные достижения[5]
2007 г. Чемпионат России WPC/AWPC по пауэрлифтингу и жиму лежа (г. Челябинск), 15 место (210 кг)
2007 г. Открытый кубок Свердловской области по жиму лежа (г. Екатеринбург), 6 место (230 кг)
2007 г. Кубок Евразии WPC/AWPC по пауэрлифтингу и жиму лежа (г. Курск), 4 место (255 кг)
2007 г. Чемпионат мира WPC (г. Тольятти), 5 место (272,5 кг)
2008 г. Чемпионат Свердловской области по пауэрлифтингу и жиму лежа (пгт Рефтинский), 1 место (270 кг)
2008 г. Мультитурнир «Золотой Тигр-2» (г. Екатеринбург), 1 место (272,5 кг)
2009 г. Чемпионат России WPC/AWPC по пауэрлифтингу и жиму лежа (г. Челябинск), 4 место (285 кг)
2009 г. Открытый чемпионат Свердловской области по пауэрлифтингу и жиму лежа (пгт Рефтинский), 1 место (300 кг)
2009 г. Открытый турнир по жиму лежа WPC, посвящённый памяти В. Коблова и Д. Курбанова (г. Екатеринбург), 2 место (280 кг)
2009 г. Мультитурнир «Золотой Тигр-III» (г. Екатеринбург), 1 место (320 кг)
2010 г. Открытый чемпионат Уральского федерального округа по пауэрлифтингу и жиму лежа AWPC/WPC (пгт Рефтинский), 1 место (300 кг)
2010 г. Открытый командный турнир по жиму лежа WPC на призы фитнес-центра «Три Икс» (г. Екатеринбург), 1 место (260 кг)
2010 г. 1-й Открытый чемпионат Азии по версии WPC-AWPC (г. Екатеринбург), 1 место (325 кг)
2011 г. 1-й Открытый чемпионат IPA-Россия по пауэрлифтингу и жиму (г. Екатеринбург), 1 место (325 кг)
2011 г. Открытый Кубок России IPA по жиму лежа среди профессионалов (г. Уфа), Абс.7 место (325 кг)
2011 г. Кубок мира IPA- Золотой Тигр-5 (г. Екатеринбург), 1 место (350 кг)
2011 г. Кубок мира (г. Екатеринбург), 1 место (310 кг)
2012 г. Открытый чемпионат (г. Бердск), 1 место (330 кг)
2012 г. Чемпионат Азии IPA по жиму, в приседании и тяге (г. Екатеринбург), 1 место (320 кг)
2012 г. Чемпионат мира IPA по жиму (г. Сочи), 1 место (320 кг)
2012 г. IPA Открытый чемпионат Евразии (г. Челябинск), 1 место (310 кг)
2012 г. Кубок Мира IPA — «Золотой Тигр-6».Жим (г. Екатеринбург), 1 место (320 кг)
2013 г. Чемпионат мира НАП «Золотой Тигр-7», жим AM,элита, (г. Екатеринбург), 5 место (330 кг)
2013 г. Чемпионат мира НАП «Золотой Тигр-7», жим PRO (г. Екатеринбург), 5 место (280 кг)
2014 г. 4-й открытый чемпионат Европы в отдельных упражнениях (г. Екатеринбург), 1 место (345 кг)
2014 г. Кубок мира по пауэрлифтингу и в отдельных упражнениях (г. Сочи), 1 место (350 кг)
2014 г. Чемпионат мира IPA «Золотой Тигр — 8» (г. Екатеринбург), 1 место (377,5 кг)
2014 г. Открытый Кубок Европы по жиму «Пермский жим» (г. Пермь), 1 место (342,5 кг)
2015 г. Чемпионат Уральского федерального округа (г. Екатеринбург), 1 место (350 кг)
2015 г. Открытый чемпионат Европы (г. Екатеринбург), 1 место (390 кг)
2015 г. Открытый чемпионат Европы (г. Сочи), 1 место (370 кг)
2015 г. Olympia Powerlifting Invitational (Las Vegas), 3 место (320 кг)
2015 г. Чемпионат мира по жиму в рамках мультитурнира «Золотой Тигр — 9» (г. Екатеринбург), 1 место (350 кг)
2015 г. Турнир «Пермский период» (г. Пермь), 1 место (350 кг)
2016 г. Мемориал Евгения Гуляева (г. Челябинск), 1 место (365 кг)
2016 г. Чемпионат Евразийского союза «Олимпия — 3» (г. Сочи), 1 место (330 кг)
2016 г. Olympia Powerlifting Invitational (Las Vegas), 2 место (310 кг)
2016 г. Чемпионат мира по жиму в рамках мультитурнира «Золотой Тигр — 10» (г. Екатеринбург), 2 место (322,5 кг)
2016 г. Открытый турнир «Живая сталь» и чемпионат Пермского края IPL (г. Пермь), 1 место (320 кг)

## Спортивная деятельность
Организатор ежегодного Открытого Чемпионата Каменского городского округа по жиму штанги лёжа и становой тяге, посвящённого выводу Советских войск из Афганистана.